# Khulna
Khulna este un oraș din Bangladesh.